# Марксизм і пригноблення жінок
«Марксизм і пригноблення жінок: до єдиної теорії» (англ. Marxism and the Oppression of Women: Toward a Unitary Theory) ― книга американської марксистської феміністки Ліз Фоґель, вперше опублікована 1983 року. У цій праці Фоґель аналізує проблему становища жінок з позицій марксизму та пропонує «унітарну» теорію, що поєднує аналіз ґендерного гноблення з класовою експлуатацією в межах капіталізму. Хоча після виходу книга спершу не здобула широкого визнання через контекст занепаду лівого руху та зростання постмодерністських підходів у 1980-х, згодом вона стала вважатися піонерською роботою марксистського фемінізму і фундаментом для теорії соціального відтворення.

## Історія написання
Ліз Фоґель написала книгу на тлі дискусій 1970-х років серед соціалістичних феміністок. У цей період точилися «дебати про домашню працю» ― щодо того, чи створює неоплачувана хатня праця додаткову вартість і як вона вписується в капіталістичну економіку. Багато теоретикинь розглядали пригноблення жінок як результат окремої патріархальної системи, що існує паралельно до капіталізму (так звана подвійна система), або ж намагалися визначити матеріальні основи гноблення через категорії марксизму. Фоґель критично поставилася до цих підходів і прагнула розробити єдину теорію, яка б пояснювала становище жінок без розриву між аналізом класу та ґендеру.
Рукопис був завершений на початку 1980-х, і 1983 року книгу видало Видавництво Ратґерського університету (США). Вихід книги припав на період спаду впливу соціалістичного фемінізму та наступу неолібералізму, тому робота Фоґель залишилася майже непоміченою того часу. Ситуація змінилася через кілька десятиліть: зростання інтересу до матеріалістичних феміністських теорій у 2010-х роках привело до перевидання книги. У 2013 році вона вийшла повторно (в серії Historical Materialism) з новою вступною статтею Сьюзен Ферґюсон і Девіда Мак-Наллі, а також доповненням від самої Фоґель – статтею «Домашня праця: погляд заново», де авторка уточнила й розвинула свої ідеї. 

## Опис та ідеї

### Соціалістичний фемінізм
У першій частині Фоґель оглядає дебати 1960–70-х років серед соціалістичних феміністок. Вона критично аналізує тогочасні спроби поєднати марксизм із фемінізмом, зокрема розглядає те, як дехто з теоретикинь фактично відмовився від розвитку марксистської теорії «жіночого питання». Фоґель зазначає, що багато її сучасниць сприймали марксизм як усталений набір ідей і не прагнули його поглибити, а натомість запозичили концепцію патріархату майже без критики. Авторка полемізує з цими підходами і наголошує на потребі повернутися до марксистських категорій для аналізу становища жінок.
Біологічна здатність жінок народжувати дітей історично зумовила нерівномірний розподіл обов'язків між статями у процесі відтворення: жінки, як правило, беруть на себе вагітність, годування немовлят і пов'язану з цим хатню працю, що зменшує їхню участь у продуктивній оплачуваній праці в певні періоди життя. Ця природна роль не є сама по собі джерелом гноблення, але вона створює суперечність у класовому суспільстві: правлячий клас потребує як максимального залучення всіх працездатних до виробництва прибутку, так і постійного народження нового покоління робітників. Ця суперечність вирішується через підпорядкування жінок: капітал і держава прагнуть контролювати процес відтворення робочої сили (наприклад, стимулюючи певний сімейний устрій, розподіл ґендерних ролей) так, щоб забезпечити регулярне народження і виховання нових працівників із мінімальними затратами для себе. За Фоґель, саме структурна роль сім'ї як осередку відтворення під владою капіталу обумовлює підлегле становище жінок: їхня репродуктивна функція використовується системою, породжуючи специфічне гендерне гноблення у межах класового суспільства.

### Маркс та Енґельс
У другій частині Фоґель звертається до класики марксизму і досліджує, як Карл Маркс і Фрідріх Енґельс підходили до «жіночого питання». Вона стверджує, що в пізніх працях Маркса (наприклад, у «Капіталі») наявні зародки теоретичного підґрунтя для аналізу жіночого становища з перспективи соціального відтворення, хоча сам Маркс цього напрямку не розвинув. Енґельс, на думку Фоґель, також не запропонував адекватного пояснення: його працю «Походження сім'ї, приватної власності і держави» вона називає слабкою, із неоднозначними формулюваннями, які, утім, увійшли до канону соціалістичної думки. Фоґель критично переглядає знамениту фразу Енґельса про те, що «вирішальним фактором історії є, в кінцевому рахунку, виробництво і відтворення безпосереднього життя» – сучасні феміністки часто трактували її як обґрунтування двосистемного підходу (окремого аналізу виробництва і відтворення), чим, на думку Фоґель, виправдовували штучне розділення класового та ґендерного аналізу. Вона застерігає від буквального читання Енґельса поза історичним контекстом, хоча визнає, що його формулювання вплинули на подальші соціалістичні дискусії.
Фоґель розвиває поняття відтворення робочої сили у марксистському ключі. Спираючись на Марксове розрізнення виробництва і відтворення життя, вона показує, що робоча сила це особливий «товар», який не виробляється безпосередньо капіталістичним способом. На відміну від інших товарів, робоча сила виробляється і відновлюється переважно в межах сім'ї робітничого класу, через процеси народження, виховання дітей, підтримки працездатності працівників. Іншими словами, капітал залежить від позаекономічної сфери – домогосподарств – де щоденно і генераційно відтворюються працездатні люди. Фоґель стверджує, що саме соціальна значущість цієї неоплачуваної праці з відтворення (приготування їжі, догляд за дітьми, прання, емоційна підтримка тощо) для капіталу лежить у корені пригноблення жінок за капіталізму

### Соціалістичний рух
У третій частині розглядається розвиток поглядів на жіноче питання в рамках робітничого і соціалістичного руху кінця ХІХ – початку ХХ століть. Фоґель аналізує працю німецького соціаліста Авґуста Бебеля «Жінка і соціалізм», зазначаючи, що Бебель відійшов від марксового аналізу класової експлуатації і підмінив його розпливчастим поняттям «залежності». Попри те, ідеї Бебеля здобули популярність у Другому інтернаціоналі, а його вплив прослідковується навіть у роботі «Жіноче питання» (1898) Елеонори Маркс та Едварда Евелінґа. Фоґель також критично оцінює внесок Клари Цеткін та Володимира Леніна: за її словами, більшість соціалістів і комуністів першої половини ХХ ст. фактично залишалися на позиціях, вироблених ще за часів Другого інтернаціоналу, не запропонувавши принципово нового теоретичного пояснення жіночого визволення.

### Від жіночого питання до визволення жінок
У фінальній частині Фоґель викладає власну концепцію причин пригноблення жінок, спираючись на марксистську політичну економію та поняття соціального відтворення. Вона виокремлює дві конкуруючі парадигми в соціалістичній теорії: подвійна система (що пояснює становище жінок дією автономної патріархальної системи, заснованої на ґендерному поділі праці та владі чоловіків) і теорія соціального відтворення (що коренить пригноблення жінок у їх особливій ролі в процесі відтворення робочої сили та життя суспільства). Фоґель стає на бік останньої: на її думку, слід відмовитися від розгляду «жіночого питання» як окремого феномена і натомість зрозуміти, що становище жінок визначається місцем, яке вони займають у системі відтворення праці в умовах класового суспільства. Вона підкреслює, що аналіз потрібно починати з класової боротьби за умови виробництва – тобто з протистояння між капіталом і працею, яке включає боротьбу за відтворення робочої сили.
Фоґель називає свій підхід «унітарною теорією», оскільки він об'єднує аналіз виробництва і відтворення в єдину рамку. Відповідно, пригноблення жінок розглядається не як окремий від класу «патріархат», а як компонент капіталістичного способу виробництва, що забезпечує одночасно відтворення робочої сили і відтворення самого класового суспільства. Цей підхід дозволяє пояснити, чому навіть із залученням жінок на ринок праці ґендерна нерівність зберігається: тому що домашня праця з підтримки та виховання робітників залишається необхідною і в основному покладається на жінок. При цьому Фоґель зауважує, що сім'я як інституція не є незмінною: капіталізм може перебудовувати форми відтворення (наприклад, через імміграцію робочої сили, залучення рабської праці в історії, чи розвиток суспільних послуг догляду), але за фактом найбільш економічно вигідним лишається приватизований сімейний устрій, де витрати на відтворення несуть самі робітники. Тому сучасна ядерна сім'я продовжує виконувати функцію «фабрики» з виробництва робочої сили, а ідеологія родинних цінностей і традиційні ґендерні норми отримують підтримку як серед самих трудящих, так і з боку держави. Фоґель підкреслює, що боротьба за емансипацію жінок невід'ємна від боротьби проти капіталістичної експлуатації загалом, адже лише зі зникненням найманої праці можлива повна свобода життя та праці для жінок і чоловіків.

## Критика
«Марксизм і пригноблення жінок» утвердилася як визначна праця марксистського фемінізму. Її називають піонерською роботою в цій галузі. Ідеї Фоґель, зокрема трактування домашньої праці і біологічного відтворення як центральних елементів капіталістичного суспільства, стали відправною точкою для багатьох пізніших досліджень. Соціальна теорія відтворення, розвинена у 2010-х роках такими теоретикинями, як Сьюзен Ферґюсон, Тіті Бхаттачарія, Сільвія Федерічі та інші, значною мірою спирається на підходи, запропоновані Фоґель. Саму Ліз Фоґель нині визнають однією з засновниць теорії соціального відтворення. 
Низка рецензентів визнає, що книга Фоґель пропонує «софістиковану теоретичну базу для розуміння гноблення жінок за капіталізму». Дискусії навколо неї стосуються радше акцентів і повноти аналізу. Наприклад, британська дослідниця Ліндсі Джерман відзначає, що теорія соціального відтворення у викладі Фоґель ― важливий крок, який пов'язує жіноче питання з потребами капіталу, проте вона розглядає працю Фоґель як частину тяглої дискусії, а не остаточну відповідь. Джерман, коментуючи перевидання 2013 року, зауважила, що книга є дуже цінним внеском у дебати про клас і ґендер, проте відзначила брак «історичного аналізу на конкретних прикладах». Подібну думку висловила й українська дослідниця Єва Вєтрова. 
Критики з журналу «Інтернаціональний соціалізм» зауважили, що попри проголошення унітарності, Фоґель усе ще розглядає жінок як більш-менш єдину групу і виявляє схильність до надкласової солідарності жінок. В її викладі пригноблення жінок буржуазних класів пояснюється лише браком рівних прав у межах капіталізму, тоді як матеріальні корені гноблення чітко прив'язані до ролі жінок робітничого класу у відтворенні робочої сили. Це породжує питання: чи достатньо така теорія пояснює утиски, з якими стикаються немаргіналізовані (привілейовані) жінки. Критики вважають, що хоча Фоґель і згадує про обмеженість формальної рівності для жінок панівних класів, її фокус на домашній праці як ядрі гноблення залишає поза увагою інші виміри – наприклад, боротьбу за політичні та освітні права, значущі для жінок середнього та вищого класів.

## Спадщина
Перевидання книги 2013 року ознаменувало повернення ідей марксистського фемінізму у широкий інтелектуальний обіг новітнього періоду. Нове покоління дослідниць відзначає, що ця робота була «начасною» і навіть випередила свою епоху, адже спрямувала феміністичну теорію до інтеграції з критикою політичної економії саме тоді, коли в 1980-х це не знайшло підтримки.
Сьогодні книга цитується у численних академічних і політичних контекстах, присвячених аналізу ґендерної нерівності в умовах капіталізму. Її використовують як теоретичну основу для обґрунтування зв'язку між боротьбою за жіноче визволення та боротьбою трудящих. Зокрема, в сучасних лівих дискусіях і рухах (наприклад, у кампаніях за оплачувану відпустку, за підвищення оплати праці в галузях охорони здоров'я, освіти) часто звучать аргументи про цінність репродуктивної праці, які прямо чи опосередковано беруть початок від праці Фоґель. Крім того, книга стала точкою відліку для матеріалістичного фемінізму, що намагається поєднати аналіз ґендеру, раси та інших форм пригноблення з марксистським розумінням класу
Значення роботи Фоґель полягає і в тому, що вона відновила марксистський підхід до «жіночого питання» після періоду, коли цей підхід був частково витіснений іншими теоріями. Авторка показала, що марксизм здатний дати цілісне пояснення становища жінок, якщо розширити його категорії. Тим самим книга стимулювала перегляд класичних текстів з нової перспективи. Як зазначено у вступі до іспанського видання 2024 року, праця Ліз Фоґель стала «суттєвим внеском у розвиток інтегральної теорії ґендерного гноблення за капіталізму».